# Serbische Faustballnationalmannschaft der Männer
Die serbische Faustballnationalmannschaft der Männer ist die von den serbischen Nationaltrainern getroffene Auswahl serbischer Faustballspieler. Sie repräsentieren Fistball Savez Srbije (FBSS) auf internationaler Ebene bei Veranstaltungen der European Fistball Association und International Fistball Association.

## Männernationalmannschaft
2011 in Österreich nahm die Männernationalmannschaft aus Serbien zum ersten Mal an den Weltmeisterschaften teil. Die nächste Teilnahme an einer Weltmeisterschaften fand 2019 in der Schweiz mit einem verjüngten Team statt. An den Europameisterschaften haben sie dagegen seit 2008 ununterbrochen teilgenommen.

### Internationale Erfolge

#### Weltmeisterschaften
| - 2011 in Österreich: 10. Platz (von 12) - 2015 in Argentinien: nicht teilgenommen - 2019 in der Schweiz: 13. Platz (von 18) |

### Europameisterschaft
| - 2008 in Deutschland: 5. Platz - 2010 in der Schweiz: 5. Platz - 2012 in Deutschland: 6. Platz - 2014 in der Schweiz: 6. Platz - 2016 in Österreich: 6. Platz - 2018 in Deutschland: 8. Platz |

### Aktueller Kader
Kader bei der Faustball-WM 2019 in der Schweiz:
| Nr.            | Name                       | Verein         |         |         |         |         |         |
| Angriff        | Angriff                    | Angriff        | Angriff | Angriff | Angriff | Angriff | Angriff |
| -------------- | -------------------------- | -------------- | ------- | ------- | ------- | ------- | ------- |
| 3              | Milos Blagojevic           | FBK Imperia    |         |         |         |         |         |
| 5              | Alexander Mihailo Hilscher | DjK Süd Berlin |         |         |         |         |         |
| 6              | Marko Slankamenac          | FBK Imperia    |         |         |         |         |         |
| 8              | Milan Ivanovic             | FBK Imperia    |         |         |         |         |         |
| 9              | Danilo Kulic               | FBK Imperia    |         |         |         |         |         |
| Abwehr/Zuspiel |                            |                |         |         |         |         |         |
| 2              | Milos Todorovic            | FBK Imperia    |         |         |         |         |         |
| 4              | Miodrag Velic              | FBK Imperia    |         |         |         |         |         |
| 7              | Aleksandar Velic           | FBK Imperia    |         |         |         |         |         |
| 10             | Milos Krsteski             | FBK Imperia    |         |         |         |         |         |

#### Trainer
| Name             | Funktion            |
| ---------------- | ------------------- |
| Edi Hagen        | Nationaltrainer     |
| Markus Kraft     | Co-Trainer          |
| Torsten Hilscher | Co-Trainer          |
| Kassandra Hagen  | Delegationsleiterin |
| Slavica Hagen    | Staff-Mitglied      |